# Costa Fallières

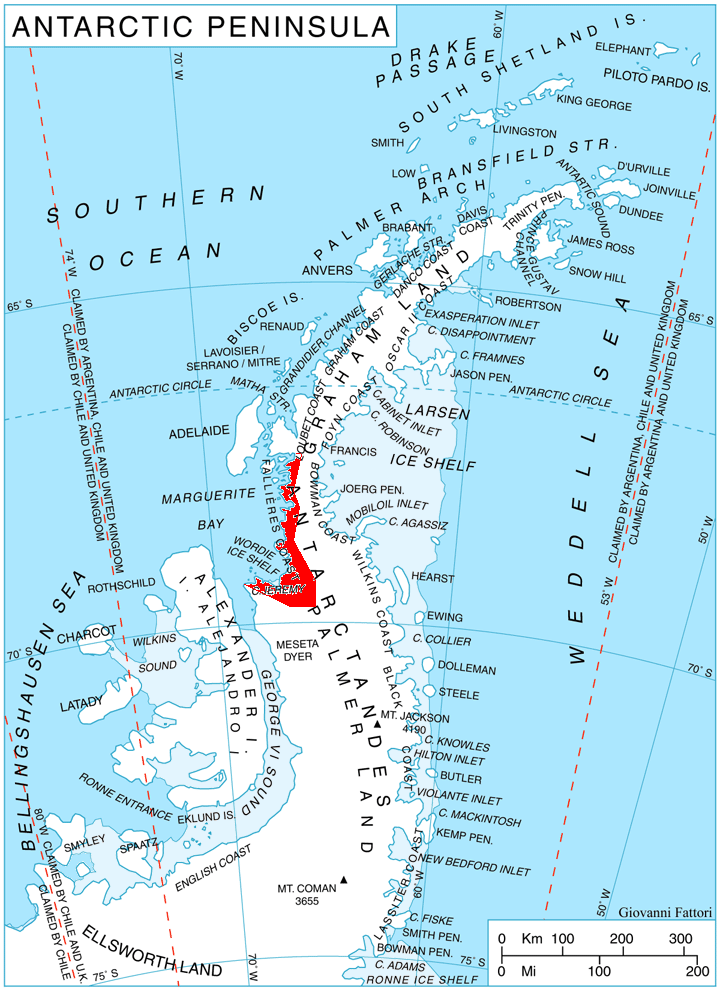
Localización de la costa Fallières.

La costa Fallières (del inglés: Fallières Coast) es la porción de la costa oeste de la península Antártica (extremo sur de la Tierra de Graham), entre el seno o fiordo Bourgeois (67°40′S 67°05′O / -67.667, -67.083), que la separa de la costa Loubet y el cabo Jeremy (69°24′S 68°51′O / -69.400, -68.850), límite con la costa Rymill de la Tierra de Palmer. Los Antartandes separan a la costa Fallières de las costas ubicadas del lado oriental de la península Antártica: la costa Bowman y la costa Wilkins.
La bahía Margarita es una gran entrada del mar de Bellingshausen formada por la costa Fallières, con la isla Adelaida (o Belgrano) al norte y la isla Alejandro I al sur. En la parte sur de la costa se halla la bahía Wordie, ocupada por la barrera de hielo Wordie. Adyacentes a la costa Fallières se hallan numerosas islas e islotes.
La costa Fallières fue explorada en enero de 1905 por la Expedición Antártica Francesa liderada por Jean-Baptiste Charcot en el barco Pourquoi-Pas ? IV, quien la nombró en honor del presidente de Francia, Armand Fallières, auspiciante de la expedición.
El cabo Jeremy fue descubierto por la Expedición Británica a la Tierra de Graham de 1934 a 1937, liderada por John Rymill, quien le dio nombre en honor de Jeremy Scott. 
En los islotes o islas Debenham ubicados en la costa Fallières, el Ejército Argentino inauguró el 21 de marzo de 1951 en el islote Barry (o San Martín) la Base San Martín. Fue desactivada en 1960 y reabierta para uso permanente el 21 de marzo de 1976. En el vecino islote Bárbara se halla un mausoleo con los restos del general Hernán Pujato y otro pionero antártico.
El Ejército Argentino estableció diversos refugios en la costa Fallières y en los islotes adyacentes: Refugio El Plumerillo (el 28 de abril de 1953 en los islotes Refugio de la bahía Rymill), Refugio Yapeyú (el 4 de noviembre de 1956 en el cordón Molinero), Refugio Chacabuco (el 21 de noviembre de 1956 en la zona del glaciar Bills Gulch), Refugio Maipú (14 de diciembre de 1956 en la zona del glaciar Bills Gulch), Refugio 17 de Agosto (el 17 de agosto de 1957 en la isla Millerand), Refugio Granaderos (el 17 de agosto de 1957 en los islotes Terra Firma o Tierra Firme), Refugio Nogal de Saldán (el 26 de septiembre de 1958 al sudeste del cabo Jeremy).
El Refugio Ona fue establecido en 1995 por el gobierno de la provincia de Tierra del Fuego, Antártida e Islas del Atlántico Sur en los glaciares adyacentes a la Base San Martín.

## Reclamaciones territoriales
Argentina incluye a la costa Fallières en el departamento Antártida Argentina dentro de la provincia de Tierra del Fuego, Antártida e Islas del Atlántico Sur; para Chile forma parte de la comuna Antártica de la provincia Antártica Chilena dentro de la Región de Magallanes y de la Antártica Chilena; y para el Reino Unido integra el Territorio Antártico Británico. Las tres reclamaciones están restringidas por los términos del Tratado Antártico.
Nomenclatura de los países reclamantes:
- Argentina: costa Fallières
- Chile: Costa Fallières
- Reino Unido: Fallières Coast